# West Maas en Waal
West Maas en Waal – gmina w prowincji Geldria w Holandii.

## Miejscowości
Alphen, Altforst, Appeltern, Beneden-Leeuwen, Boven-Leeuwen, Dreumel, Maasbommel, Wamel.